# 商业银行

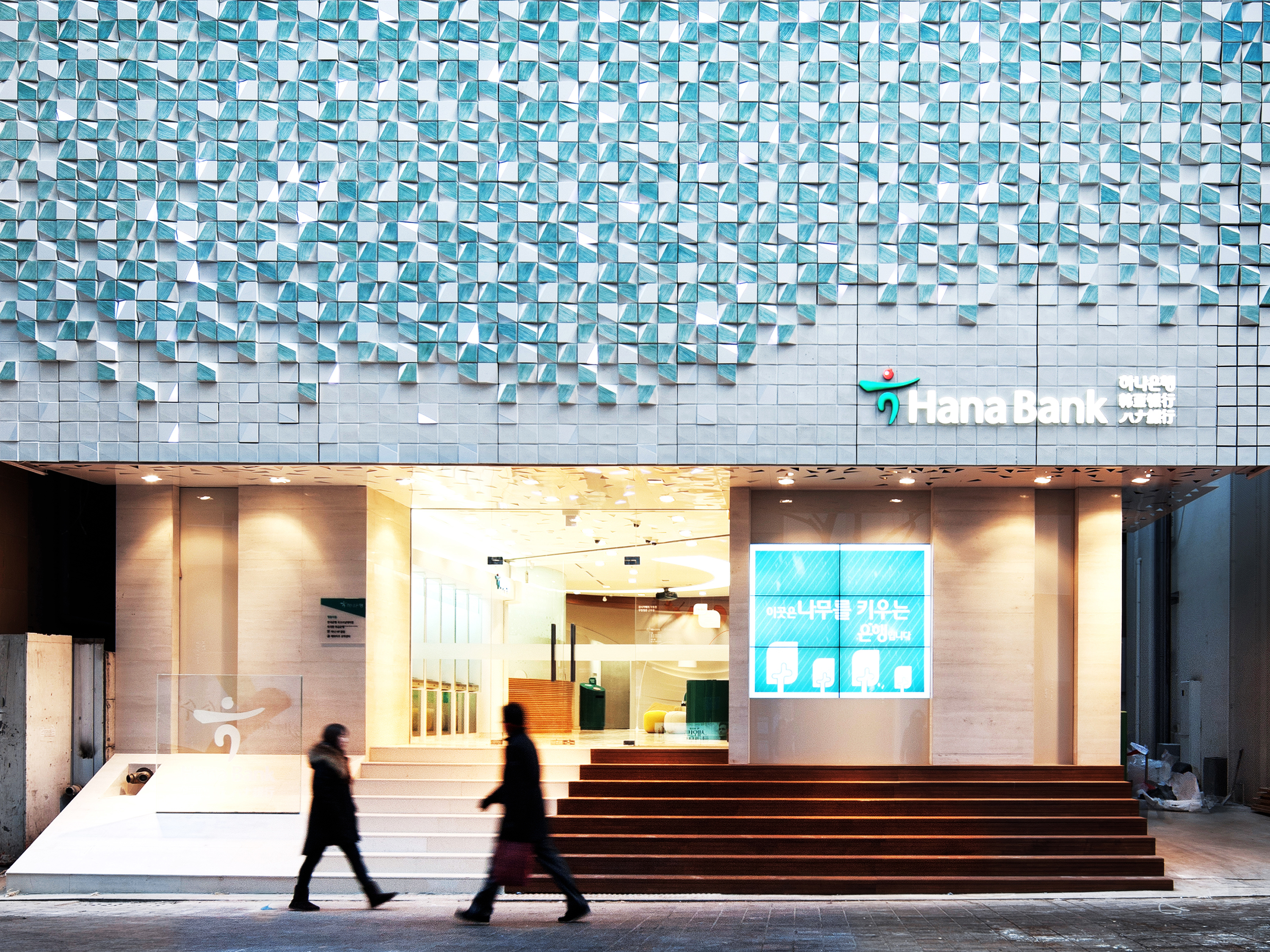
韓國首爾的韓亞銀行

## 概要
现代商业银行的最初形式是资本主义商业银行，它是资本主义生产方式的产物。
一般的商业银行没有货币的发行权，但是香港的几家发钞行仍然是商业银行，传统的商业银行的业务主要集中在经营存款和贷款（放款）业务，即以较低的利率借入存款，以较高的利率放出贷款，存贷款之间的利差就是商业银行的主要利润。

## 产生
资本主义商业银行的产生，基本上通过两种途径：
一是旧的高利贷性质的银行逐渐适应新的经济条件，演变为资本主义银行。在西欧，由金匠业演化而来的旧式银行，主要是通过这一途径缓慢地转化为资本主义银行。
另一途径就是新兴的资产阶级按照资本主义原则组织的股份制银行，这一途径是主要的。这一建立资本主义银行的历史过程，在最早建立资本主义制度的英国表现得尤其明显。1694年，在政府的帮助下，英国建立了历史上第一家资本主义股份制的商业银行--英格兰银行。它的出现，宣告了高利贷性质的银行业在社会信用领域垄断地位的结束，标志着资本主义现代银行制度开始形成以及商业银行的产生。从这个意义上说，英格兰银行是现代商业银行的鼻祖。继英格兰银行之后，欧洲各资本主义国家都相继成立了商业银行。从此，现代商业银行体系在世界范围内开始普及。

## 现代商业银行发展模式

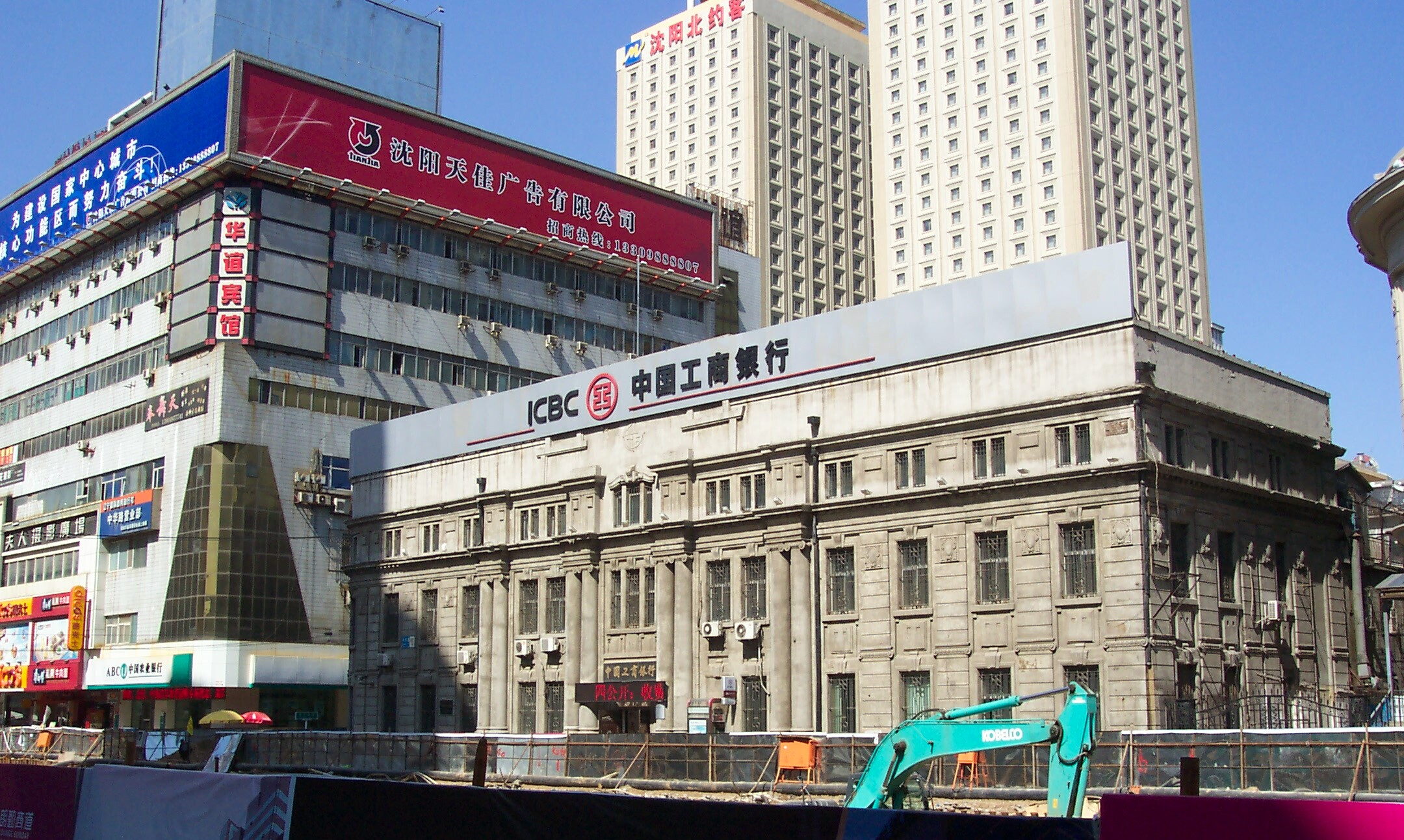
1間中國工商銀行。

商业银行，簡稱商行、商銀，区分于中央银行、投资银行，以營利为目的，以多种金融负债筹集资金、以多种金融资产为经营对象，具有信用创造功能的金融机构。

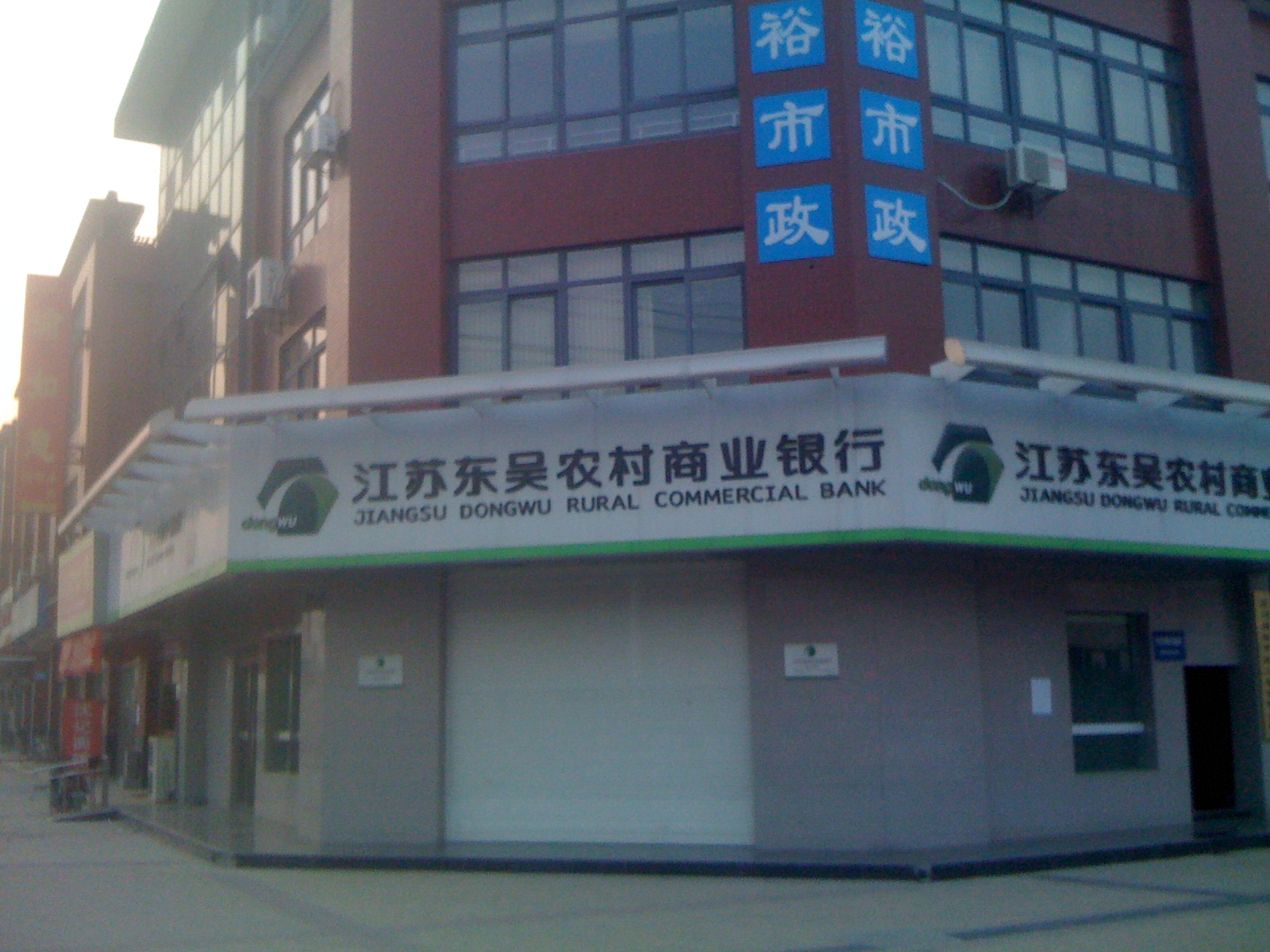
1間蘇州銀行（舊稱江蘇東吳農村商業銀行）。

近年以来，由于资本市场的高度发展，个人和企业的投资、融资渠道都大大增加，传统的存贷款业务受到了一定影响。信用等级较高的企业倾向于在资本市场上直接发行金融工具以筹集资金，有闲置资金的个人或企业也可以在资本市场上投资以获得较高的回报。鉴于存贷款业务的萎缩，大部分商业银行开始大力发展非利差业务，如信用卡、私人财富管理、财务顾问、金融产品销售代理乃至投资银行等。
虽然资本市场的发展使商业银行日趋边缘化，但是对于大部分小企业和缺乏投资专业知识的个人来说，商业银行仍然是筹资和投资的重要渠道。商业银行发放的借记卡、信用卡和其他存款凭证，是个人维持日常流动性的重要来源。

## 业务[4]
银行的业务主要表现在资产、负债、中间业务等三个方面。

### 资产业务
这是反映商业银行从事金融活动，形成资金占用的业务。它也是银行业务中最重要、最核心的业务。主要包括：

#### 现金资产
这是银行最具有流动性，并可随时用于银行支付的资产，被视做银行的一级准备。

##### 库存现金
库存现金，即银行业务中金库的现钞和硬币。主要用于客户取现金和银行日常开支。

##### 中央银行存款
中央银行存款，即按规定比率提缴的存款准备金。主要用于人民银行控制货币、执行
      国家政策、调控商业银行信贷扩张能力等。

##### 存放同业
存放同业，即在其他银行或在金融机构开立的存款账户，主要用于同业之间结算收付。

##### 托收中现金
托收中现金，即本行通过对方银行向外地付款单位或个人收取的票据。这类须向其他
      付款银行收款的支票就称为托收中现金。

#### 贷款资产
是银行的核心资产业务，是运用资金取得利润的主要途径。银行贷款即指银行以一定的利率将资金贷放给资金需要者，并约定期限归还的一种经济行为。主要包括：
- 按贷款期限的长短，可将贷款分为短期贷款和中长期贷款
- 按贷款的用途不同，可将贷款分为流动资金贷款、固定资金贷款、科技开发贷款、个人住房按揭贷款、个人汽车消费贷款等
- 按贷款有无担保品，可将贷款分为信用贷款、担保贷款和票据贴现
- 按贷款利率的不同，可将贷款分为固定利率贷款、浮动利率贷款、优惠利率贷款
- 按贷款有无风险，可将贷款分为正常贷款、关注贷款、次级贷款、可疑贷款、损失贷款，即国际上通用的贷款五级分类

#### 投资业务
这是指银行购买有价证券（债券、股票）的活动，其目的是获取利益、分散风险、增加流动性。
按照投资对象可划分为：
- 政府证券（国库券、中期债券、长期债券）
- 政府机构证券（如国家专业投资公司、石油部、铁道部等发行的债券）
- 地方政府证券
- 公司证券

#### 外汇买卖
银行在各种国际业务的经营中，必然涉及两种以上货币的收付、兑换、买进或卖出。

### 负债业务
负债业务是形成商业银行主要资金来源的业务，是银行资产业务的前提和条件。银行全部资金来源中90％以上来自于负债。

### 中间业务
中间业务是指商业银行在资产业务和负债业务的基础上，利用技术、信息、机构网络、资金和信誉等方面的优势，不运用或较少运用银行的资财，以中间人和代理人的身份替客户办理收付、咨询、代理、担保、租赁及其他委托事项，提供各类金融服务并收取一定费用的经营活动。

## 主要业务对象
商业银行主要业务对象为企业。

## 商业银行的资产负债表

### 资产
- 现金
- 存入同业
- 存放中央银行
- 存出发钞基金
- 贵金属
- 以公允价值计量且其变动计入当期损益的金融资产
- 衍生金融产品资产
- 客户贷款和垫款净额
- 证券投资   
  - －可供出售证券
  - －持有至到期日债券
  - －贷款及应收款
- 投资子公司
- 投资联营企业及合营企业
- 固定资产
- 投资物业
- 递延所得税资产
- 其他资产

### 负债
- 同业存入
- 对中央银行负债
- 发行货币债务
- 发行存款证及同业拆入
- 以公允价值计量且其变动计入当期损益的金融负债
- 衍生金融产品负债
- 客户存款
- 发行债券
- 借入其他资金
- 应付税款
- 退休福利负债
- 递延所得税负债
- 其他负债

### 股东权益
- 本行股东应享权益
- 股本
- 资本公积
- 盈余公积
- 一般准备及法定储备金
- 未分配利润
- 可供出售证券公允价值变动储备
- 外币报表折算差额
- 库藏股

## 注解
1. ↑  随着生产力的发展，生产技术的进步，社会劳动分工的扩大，资本主义生产关系开始萌芽。一些手工场主同城市富商、银行家一起形成新的阶级--资产阶级。由于封建主义银行贷款具有高利贷的性质，年利率平均在20%～30%，严重阻碍着社会闲置资本向产业资本的转化。另外，早期银行的贷款对象主要是政府等一批特权阶层而非工商业，新兴的资产阶级工商业无法得到足够的信用支持，而资本主义生产方式产生与发展的一个重要前提是要有大量的为组织资本主义生产所必需的货币资本。因此，新兴的资产阶级迫切需要建立和发展资本主义银行。庄毓敏.第1章 商业银行导论.商业银行业务与经营.中国人民大学出版社.1999.11.01
2. ↑  详见MBA智库-商业银行条目
3. ↑  庄毓敏.第1章 商业银行导论.商业银行业务与经营.中国人民大学出版社.1999.11.01
4. ↑  斯凯恩, 从零开始读懂金融学. . 中国: 立信会计出版社. 2014-06: 294. ISBN 9787542941930.